# Боланд, Ханс
Ханс Боланд (нидерл. Hans Boland; род. 1951, Джакарта) — нидерландский филолог-славист и переводчик, педагог.

## Биография
Окончил Амстердамский университет (1972), стажировался в разные годы в СССР, Испании, Англии. В 1983 году защитил докторскую диссертацию, посвящённую анализу ритмики «Поэмы без героя» Анны Ахматовой. В 1992—1996 гг. преподавал нидерландский язык и литературу в Санкт-Петербургском университете.
В переводе Боланда на нидерландский язык издано собрание стихотворных произведений А. С. Пушкина, в том числе поэмы «Медный всадник», «Граф Нулин», «Руслан и Людмила», роман в стихах «Евгений Онегин», несколько стихотворных томов; выступая по случаю завершения Боландом этой работы, министр иностранных дел Нидерландов Франс Тиммерманс подчеркнул: «Это огромный дар для голландского читателя. И это огромный дар для голландского языка». Кроме того, в переводах Боланда в Нидерландах вышли книги стихов Михаила Лермонтова, Анны Ахматовой, Николая Гумилёва, Евгения Рейна, Алексея Пурина, а также роман Фёдора Достоевского «Бесы» (за перевод последнего Боланд в 2009 г. получил ежегодную премию нидерландского переводческого журнала «Filter»). В периодике публиковались его переводы из Ивана Крылова (басня «Демьянова уха»), Осипа Мандельштама, Варлама Шаламова, Венедикта Ерофеева, Владимира Набокова, Тимура Кибирова, Игоря Губермана, Бориса Рыжего, а также Шандора Петёфи и Константиноса Кавафиса.
Боланд также опубликовал учебник нидерландского языка для русских студентов «Goed zo!» (совместно с Ириной Михайловой, 1998, переиздание 2005). Преподаёт в Амстердамском свободном университете. В 2010 году удостоен премии RusPrix, присуждаемый за вклад в российско-нидерландское сотрудничество.
В 2014 году вышел роман «Нежный герой» за авторством Боланда. Главный герой романа — родившийся в Джакарте путешественник, влюбленный в юношу.

## Отказ от государственной награды России
26 августа 2014 года Боланд получил приглашение на церемонию вручения медали Пушкина президентом России Владимиром Путиным в Кремле. Однако он отказался принять награду, заявив при этом:

Я бы с огромной благодарностью принял оказанную мне честь, если бы не Ваш президент, поведение и образ мыслей которого я презираю. Он представляет большую опасность для свободы и мира нашей планеты. Дай Бог, чтобы его «идеалы» в ближайшее время были полностью уничтожены. Любая связь между ним и мной, его именем и именем Пушкина для меня отвратительна и невыносима.— «Новая газета». Известный нидерландский переводчик отказался принять награду из рук Владимира Путина. (6 сентября 2014).
В итоге указ о его награждении подписан не был.